# 反 (日本)
反（段,日语：／ tan）是日本尺贯法的面积单位。具体而言有用于丈量土地面积的反和丈量布匹大小的反。

## 土地面积单位
作为土地面积单位的反原本写作“段”。